# Eucereon diluteus
Eucereon diluteus là một loài bướm đêm thuộc phân họ Arctiinae, họ Erebidae.